# Medal za Chwalebną Służbę (Wielka Brytania)
Medal za Chwalebną Służbę, daw. błędnie Medal za Wierną Służbę (ang. Meritorious Service Medal, skr. MSM lub M.S.M.) – brytyjskie odznaczenie wojskowe, ustanowione dla armii lądowej w 1845, dla piechoty morskiej w 1849, dla RAF w 1918, dla marynarki w 1919, a w wojskach kolonialnych dla armii indyjskiej w 1888, australijskiej w 1902, przylądkowej w 1896, nowozelandzkiej w 1898, natalskiej w 1897, południowoafrykańskiej w 1914. Przeznaczone było dla podoficerów i żołnierzy, którzy wyróżnili się lub zasłużyli dobrą, wierną i sprawną służbą.

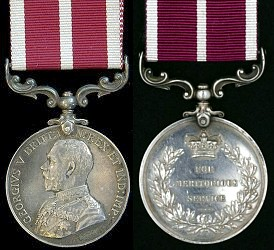
wer. brytyjska
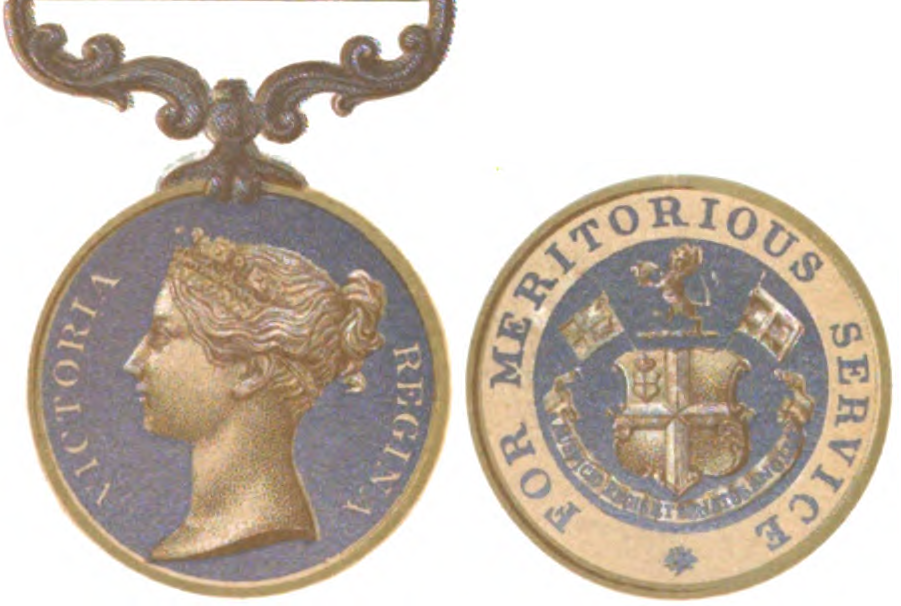
wer. indyjska dla Brytyjczyków
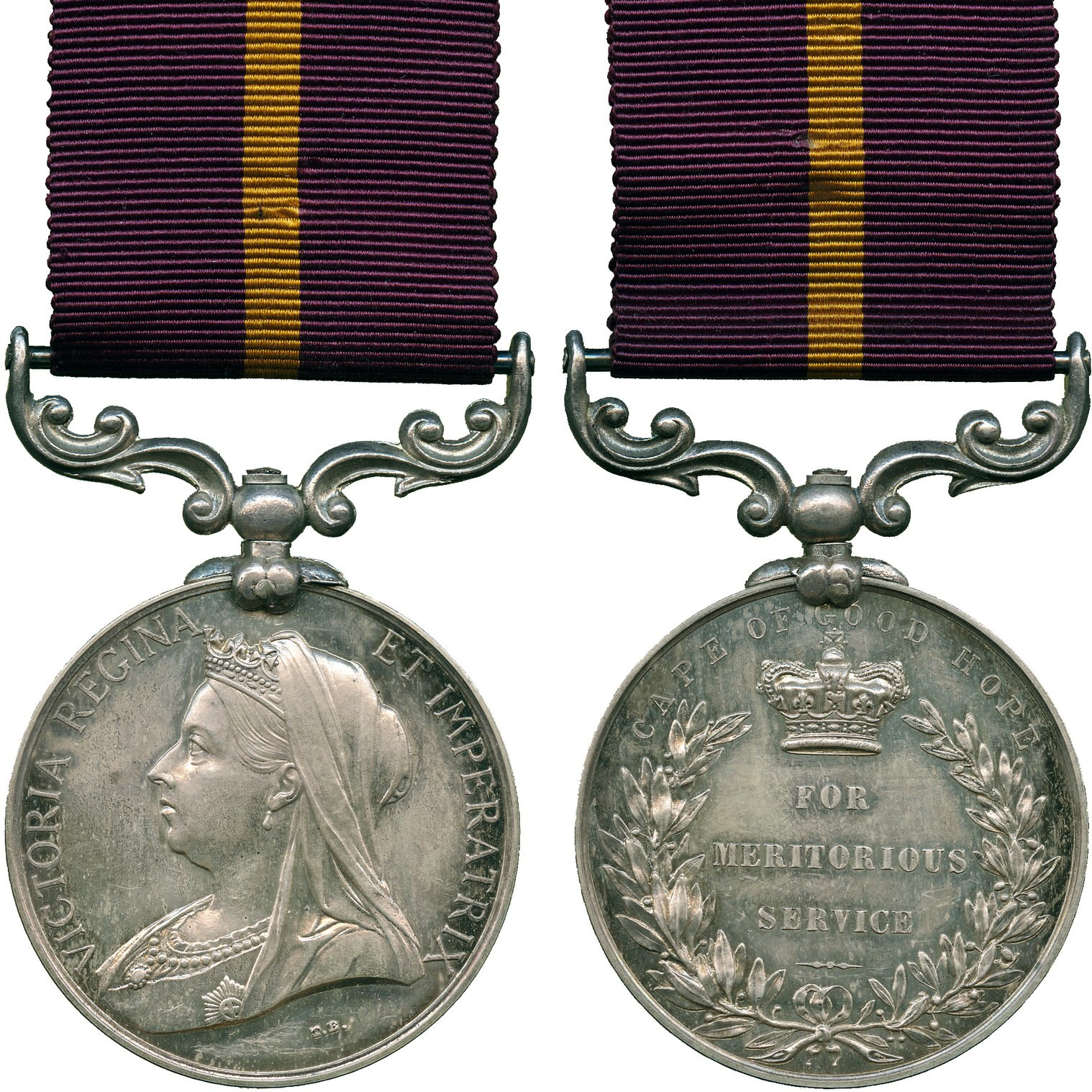
wer. przylądkowa
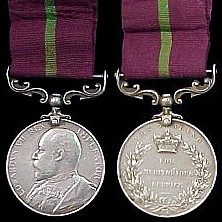
wer. nowo-zelandzka
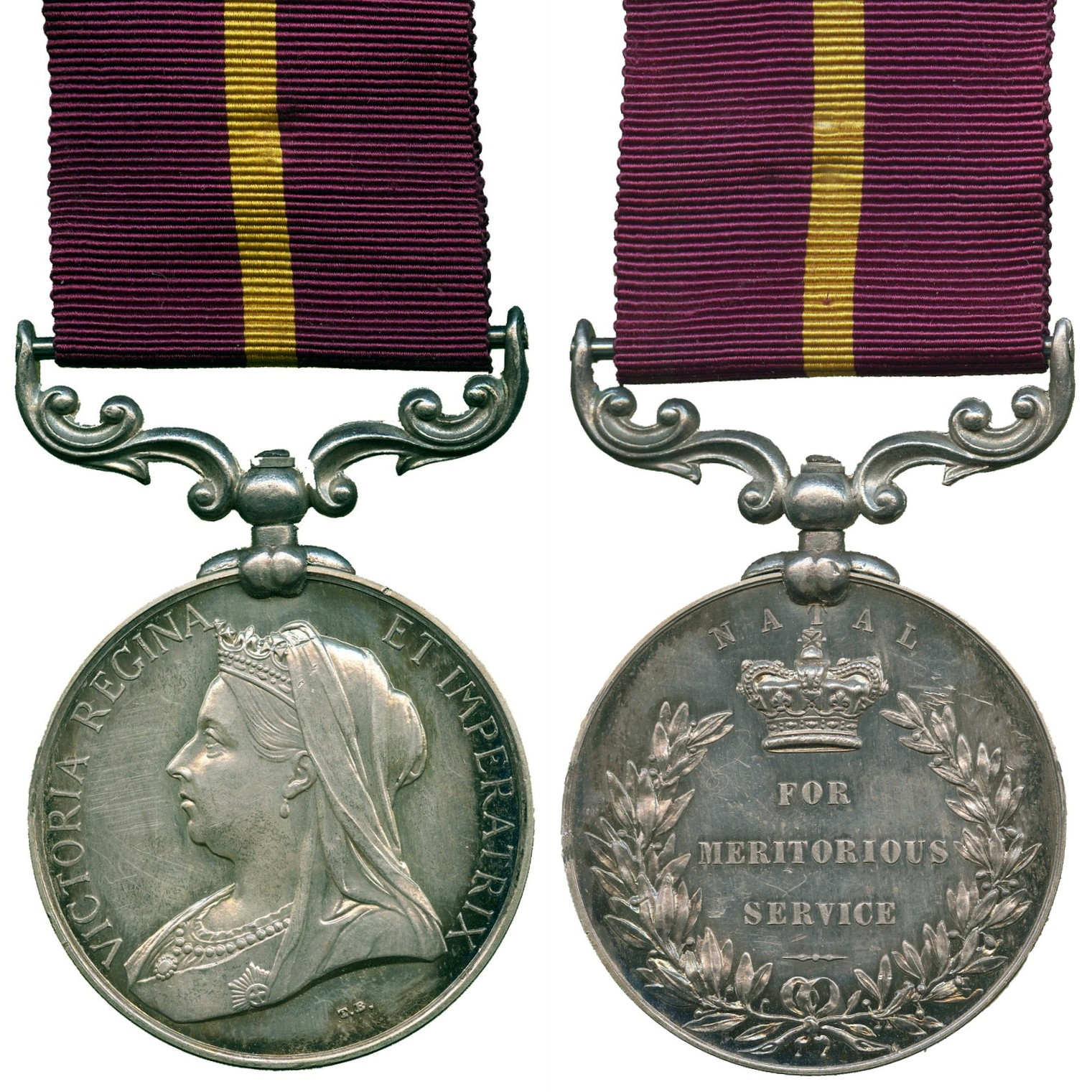
wer. natalska
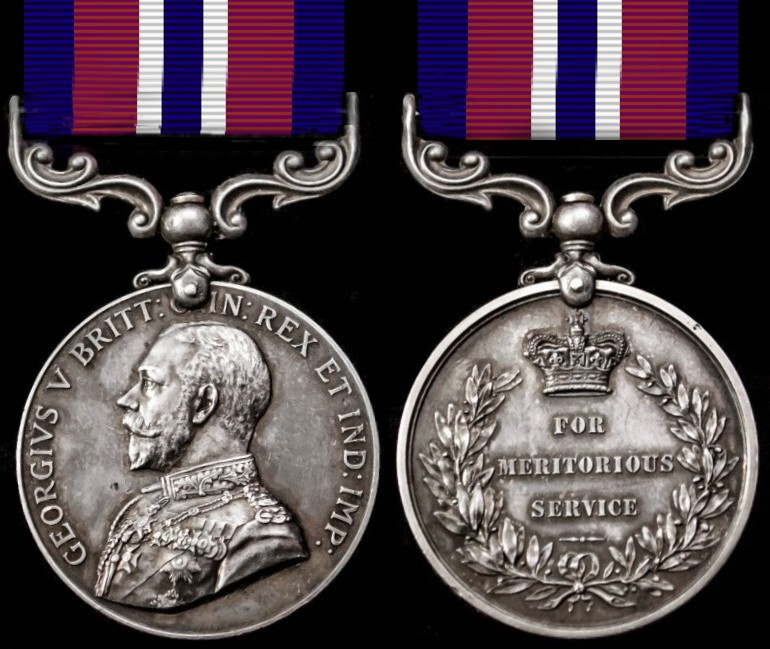
wer. południowo-afrykańska